# سيدار ليك (إنديانا)
سيدار ليك (بالإنجليزية: Cedar Lake, Indiana)‏ هي بلدة أمريكية تقع في الولايات المتحدة في مقاطعة ليك (إنديانا). يقدر عدد سكانها بـ 11,560 نسمة ومساحتها 24.89 كم2 وترتفع عن سطح البحر 216 متر.

## التركيبة السكانية
قام مكتب تعداد الولايات المتحدة بتحديد بيانات التركيبة السكانية لسيدار ليك في تعداد الولايات المتحدة. في ما يلي، التركيبة السكانية حسب تعدادي 2000 و2010.

### تعداد عام 2000
بلغ عدد سكان سيدار ليك 9,279 نسمة بحسب تعداد عام 2000، وبلغ عدد الأسر 3,394 أسرة وعدد العائلات 2,450 عائلة مقيمة في البلدة. في حين سجلت الكثافة السكانية 1,366.3 نسمة لكل ميل مربع (527.5/كم2). وبلغ عدد الوحدات السكنية 3,681 وحدة بمتوسط كثافة قدره 542.0 نسمة لكل ميل مربع (209.3/كم2).
وتوزع التركيب العرقي للبلدة بنسبة 97.40% من البيض و 0.24% من الأمريكيين الأصليين و 0.20% من الأمريكيين ذوي الأصول الآسيوية و 0.09% من الأمريكيين الأفارقة و 1.19% من عرقين مختلطين أو أكثر.
بلغ عدد الأسر 3,394 أسرة كانت نسبة 37.9% منها لديها أطفال تحت سن الثامنة عشر تعيش معهم، وبلغت نسبة الأزواج القاطنين مع بعضهم البعض 57.9% من أصل المجموع الكلي للأسر، ونسبة 10.2% من الأسر كان لديها معيلات من الإناث دون وجود شريك، وكانت نسبة 27.8% من غير العائلات. تألفت نسبة 22.5% من أصل جميع الأسر من أفراد ونسبة 7.0% كانوا يعيش معهم شخص وحيد يبلغ من العمر 65 عاماً فما فوق. وبلغ متوسط حجم الأسرة المعيشية 3.23، أما متوسط حجم العائلات فبلغ 2.73.
بلغ العمر الوسطي للسكان 34 عاماً. وكانت نسبة 28.5% من القاطنين تحت سن الثامنة عشر، وكانت نسبة 9.2% بين الثامنة عشر والأربعة وعشرون عاماً، ونسبة 32.9% كانت واقعةً في الفئة العمرية ما بين الخامسة والعشرون حتى والأربعة وأربعون عاماً، ونسبة 20.6% كانت ما بين الخامسة والأربعون حتى الرابعة والستون، ونسبة 8.8% كانت ضمن فئة الخامسة والستون عاماً فما فوق. يوجد لكل 100 أنثى 104.0 ذكر، ويوجد لكل 100 أنثى في الثامنة عشر من عمرها فما فوق 102.3 ذكر.
بلغ متوسط دخل الأسرة في البلدة 43,987 دولار، أما متوسط دخل العائلة فبلغ 50,431 دولار. وكان متوسط دخل الذكور 41,825 دولار مقابل 24,861 دولار للإناث. وسجل دخل الفرد الخاص بالبلدة 17,825 دولار. وكانت نسبة 4.0% من العائلات ونسبة 6.6% من السكان تحت خط الفقر، وكان من هؤلاء نسبة 6.7% تحت سن الثامنة عشر ونسبة 7.4% في الخامسة والستين من العمر وما فوق.

### تعداد عام 2010
بلغ عدد سكان سيدار ليك 11,560 نسمة بحسب تعداد عام 2010، وبلغ عدد الأسر 4,193 أسرة وعدد العائلات 3,002 عائلة مقيمة في البلدة. في حين سجلت الكثافة السكانية 1,406.3 نسمة لكل ميل مربع (543.0/كم2). وبلغ عدد الوحدات السكنية 4,692 وحدة بمتوسط كثافة قدره 570.8 لكل ميل مربع (220.4/كم2).
وتوزع التركيب العرقي للبلدة بنسبة 94.9% من البيض و 0.3% من الأمريكيين الأصليين و 0.4% من الأمريكيين ذوي الأصول الآسيوية و 0.5% من الأمريكيين الأفارقة و 1.7% من عرقين مختلطين أو أكثر.
بلغ عدد الأسر 4,193 أسرة كانت نسبة 39.1% منها لديها أطفال تحت سن الثامنة عشر تعيش معهم، وبلغت نسبة الأزواج القاطنين مع بعضهم البعض 53.9% من أصل المجموع الكلي للأسر، ونسبة 11.7% من الأسر كان لديها معيلات من الإناث دون وجود شريك، بينما كانت نسبة 6.0% من الأسر لديها معيلون من الذكور دون وجود شريكة وكانت نسبة 28.4% من غير العائلات. تألفت نسبة 22.1% من أصل جميع الأسر من أفراد ونسبة 5.9% كانوا يعيش معهم شخص وحيد يبلغ من العمر 65 عاماً فما فوق. وبلغ متوسط حجم الأسرة المعيشية 3.23، أما متوسط حجم العائلات فبلغ 2.75.
بلغ العمر الوسطي للسكان 34.9 عاماً. وكانت نسبة 26.6% من القاطنين تحت سن الثامنة عشر، وكانت نسبة 8.7% بين الثامنة عشر والأربعة وعشرون عاماً، ونسبة 29.3% كانت واقعةً في الفئة العمرية ما بين الخامسة والعشرون حتى والأربعة وأربعون عاماً، ونسبة 26.6% كانت ما بين الخامسة والأربعون حتى الرابعة والستون، ونسبة 8.6% كانت ضمن فئة الخامسة والستون عاماً فما فوق. وتوزع التركيب الجنسي للسكان بنسبة 50.7% ذكور و49.3% إناث.